# Spris
Le spris (mot signifiant « métange » en amharique) est une boisson traditionnelle d'Éthiopie consistant en un mélange de café et de thé. Servi correctement, le café noir ne se mélange pas au thé et stagne au-dessus de la tasse en formant deux couches bien distinctes. On le déguste agrémenté d'une grosse cuillère de sucre.
Ce terme peut aussi désigner un mélange de jus de papaye, de mangue, d'ananas et d'avocat se présentant sous un aspect stratifié  multicolore.